# Évrart de Conty
Évrart de Conty (Conty, XIV secolo – Parigi, 1405) è stato un medico e letterato francese del XIV secolo.

## Biografia
Nacque nel borgo piccardo di Conty, nei dintorni di Amiens. Fu membro della Facoltà di Medicina dell'Università di Parigi, che guidò come maestro reggente dal 1353 fino alla morte, nel 1405.
Ad Amiens ricoprì il canonicato di Saint Fursy de Peronne e dal 1363 fu medico personale del duca di Normandia e futuro re Carlo V († 1380) e in seguito di Bianca di Navarra († 1398), vedova di Filippo VI.

## Opere
È autore di tre opere a carattere enciclopedico, Problèmes d'Aristote, Échecs amoureux e Le livre des échecs amoureux moralisés.

### Problèmes d'Aristote
(ms. BnF fr. 24281, f. 1r)
Si tratta di una prosa commentata dei Problemata, opera classica dello Pseudo-Aristotele, che Évrart traduce e rielabora in francese medio a partire dalle versioni in latino di Bartolomeo da Messina del 1260 e di Pietro d'Abano del 1310.
Il testo si sviluppa in tre sezioni, dedicate rispettivamente al sapere medico, alle arti liberali, alle vicende umane e naturali. È databile intorno al 1380 ed è testimoniato da 9 manoscritti completi di cui 2 autografi (mss. BnF fr. 24281 e 24282). Se ne suppone la commissione nel 1377 per via della menzione di Nicole Oresme († 1380), che in quell'anno divenne vescovo di Lisieux.

### Échecs amoureux
especialment aux soubtilz

qui aiment le beau jeu nottable,

le jeu plaisant et delittable,

le jeu tres soubtil et tres gent

des eschés sur tout aultre gent,

vueil envoyer et leur presente

ceste escripture cy presente…"»
(Échecs amoureux, Incipit)
Échecs amoureux ("Scacchi amorosi") è un poema allegorico che consiste nella rivisitazione del Roman de la rose. È composto da circa 30 000 versi ottosillabici e ci è giunto incompleto attraverso due manoscritti relatori, Dresda (Oc. 66) e Venezia (Biblioteca Marciana, Fr. App. 23).

### Le livre des échecs amoureux moralisés
È il commento ai primi 2.000 versi degli Échecs scritto dallo stesso Évrart intorno al 1390.